# Seilbahn Hòn Thơm
Die Seilbahn Hòn Thơm (vietnamesisch: Cáp treo Hòn Thơm) ist eine Gondelbahn (3S-Bahn), welche die Ferieninseln Phú Quốc ⊙ und Hòn Thơm ⊙ im Golf von Thailand (Golf von Siam) in Vietnam verbindet. Auf beiden Inseln befinden sich verschiedene, umfangreiche Tourismusanlagen.
Die Dreiseilumlaufbahn Hòn Thơm ist aktuell (2018) die längste Bahn für Personenbeförderung ihres Typs und die längste Seilbahn in nur einer Sektion.
Für den Bau der Seilbahnanlage fand am 4. September 2015 die Grundsteinlegung im Beisein des vietnamesischen Premierministers, Nguyễn Tấn Dũng, statt. Am 4. Februar 2018 wurde die Seilbahn eröffnet. Die höchste Seilbahnstütze (Nummer 4) erreicht 164 Meter. Die Seilbahnkabinen sind über Rollengeneratoren mit elektrischer Energie versorgt. Die Gesamtkosten für die erste Phase des Projekts, einschließlich des Baus des am Ende der Seilbahn liegenden Vergnügungsparks, betrugen laut Schätzungen des Bauunternehmens Sun Group aus dem Jahr 2015 ca. 217,7 Millionen USD.

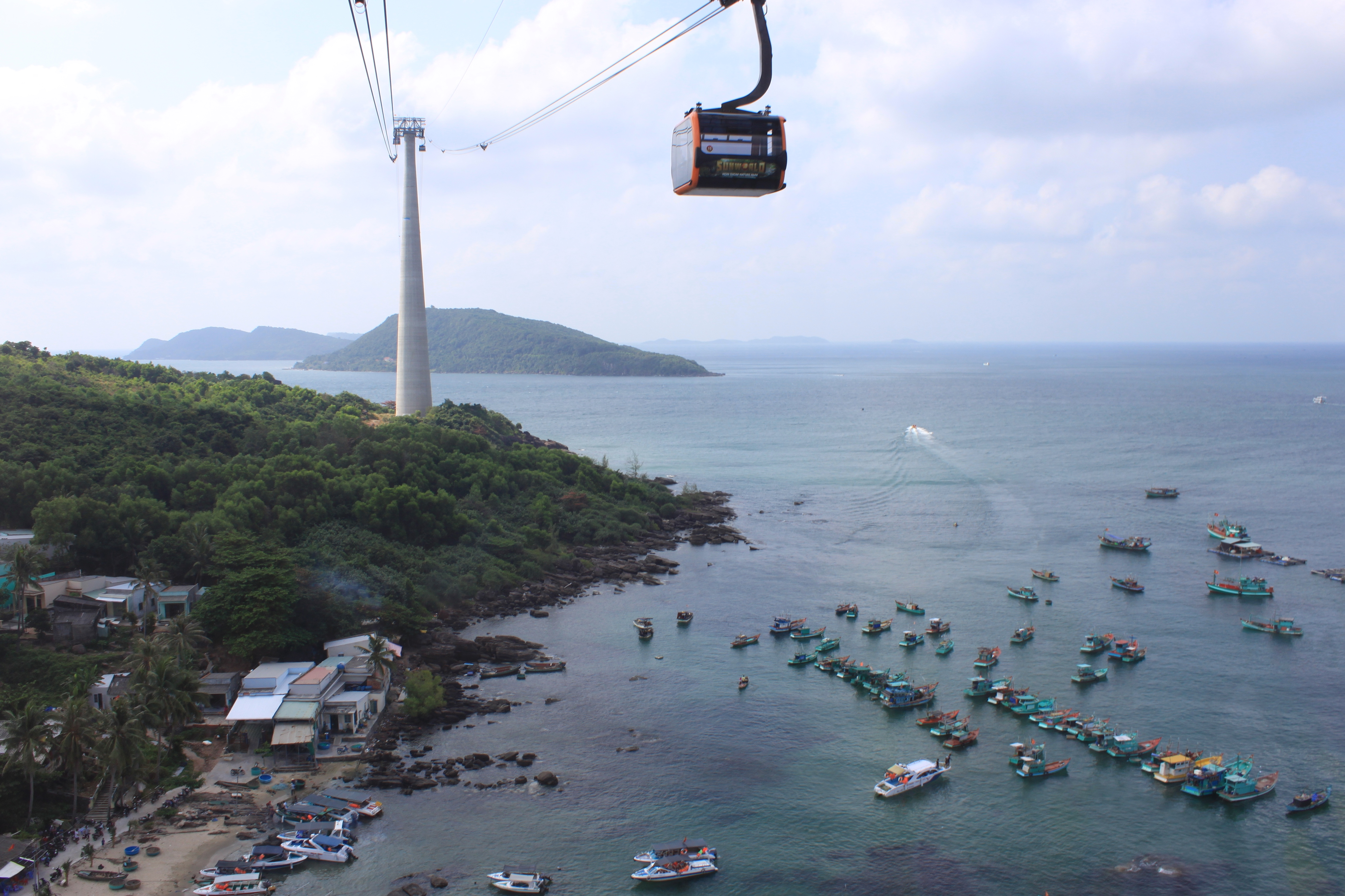
Das Fischerdorf in An Thoi von der Seilbahn aus gesehen
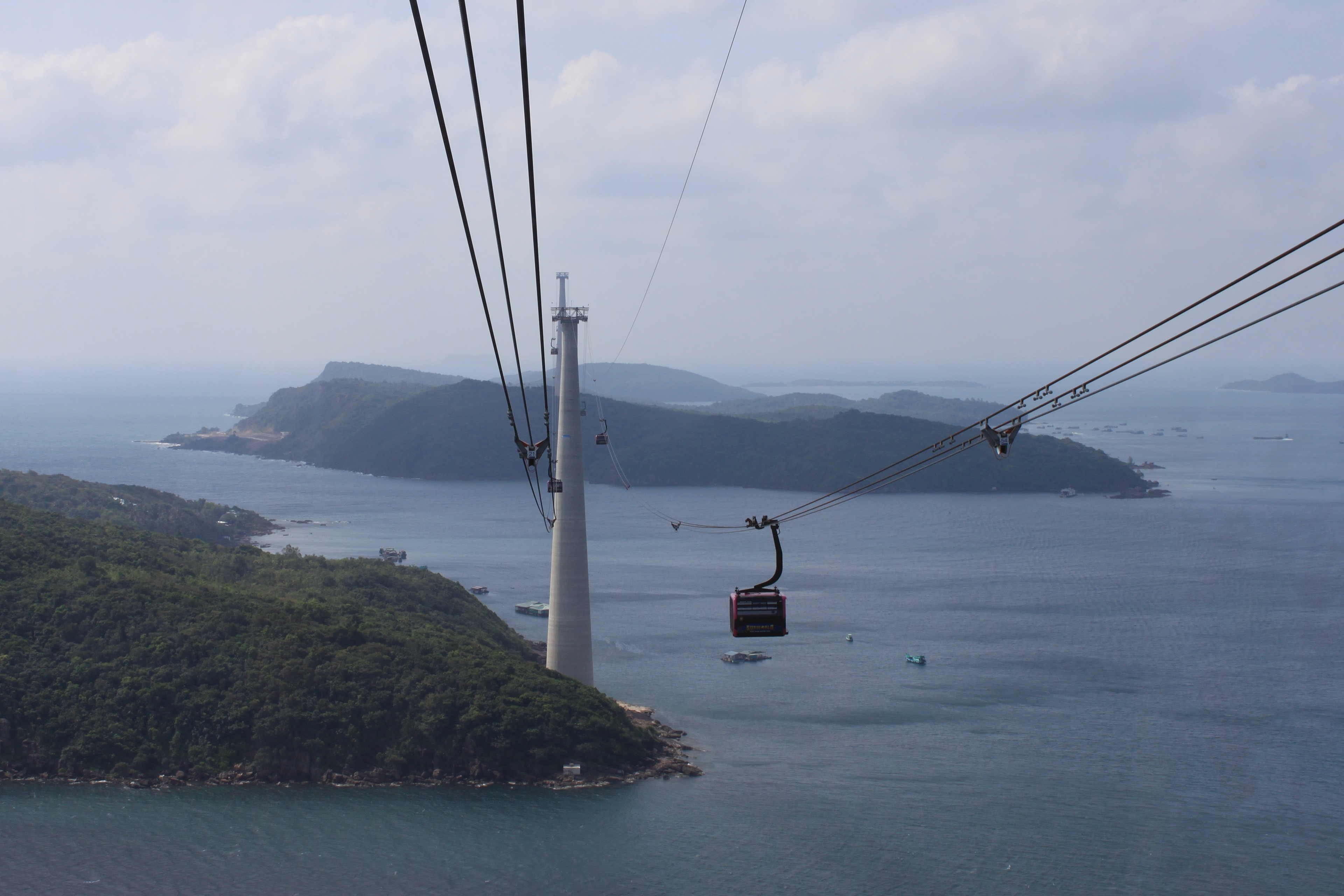
Seilbahnstütze auf Hon Roi
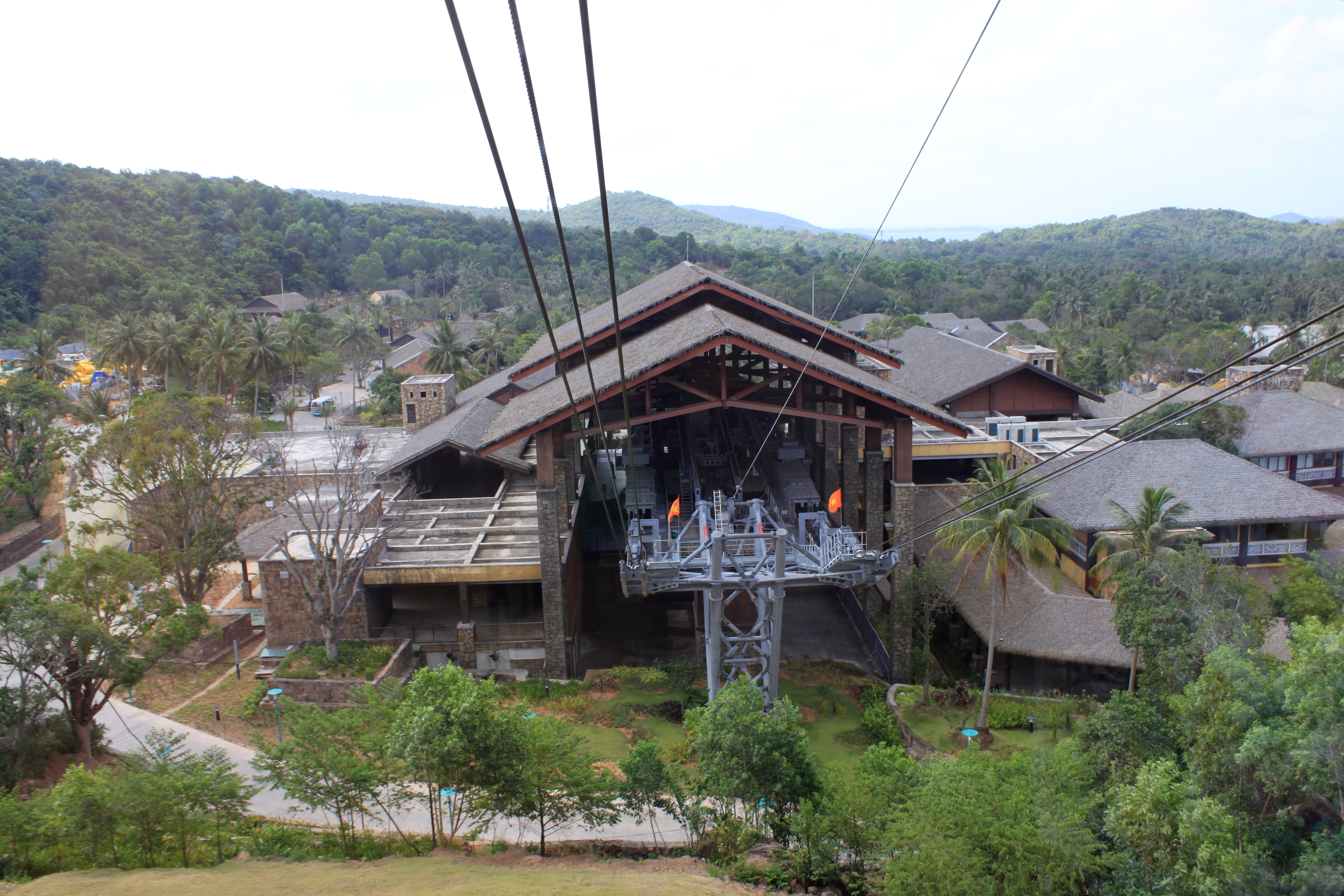
Die Endstation der Seilbahn in Hòn Thơm

## Technische Daten
Die Seilbahn wurde von der Fa. Doppelmayr in Wolfurt im Auftrag der Sun Group Corporation errichtet. Die Baubezeichnung von Doppelmayr für dieses Projekt ist 30-TGD nach der Fahrzeugkapazität von 30 Personen pro Gondel sowie dem Bautyp TGD für Tricable Gondola Detachable.
- Betriebslänge: 7899,9 m
- Stützen: 6
- Fahrbetriebsmittel: CWA Taris 3200
- Fassungsvermögen Fahrbetriebsmittel: 30 Personen
- Nennfahrgeschwindigkeit 8,5 m/s
- Fahrtzeit: ca. 15,6 Minuten
- größte Förderleistung je Stunde und Richtung: 3500 Personen.
- Baujahr: 2015–2017

Quelle: Angaben von Doppelmayr